# Эфиопская раса
Эфио́пская ра́са (также восточноафриканская раса) — малая раса с переходными чертами, имеющая признаки негроидной расы и европеоидные черты. Происхождение расы в настоящее время остается спорным.
Популяции этой расы занимают Африканский Рог — Эфиопию, Сомали, Джибути, Эритрею, часть Судана и Египта на севере, Кении и Танзании — на юге. Представляют эфиопскую группу народы амхара, тигре, гураге, оромо, сомали, данакиль, беджа и другие.

## Характерные признаки
Основные признаки: волнистые волосы, тёмная кожа, умеренный прогнатизм, или его отсутствие; утолщённые губы, узкий выступающий нос, высокий рост (185—189 см у взрослых мужчин), очень узкое (около 130 мм) и довольно высокое лицо, узкий длинный череп (головной указатель 74—76), с прямым лбом и слабо развитыми надбровными дугами, умеренный или сильный рост бороды.
Восточноафриканскую (эфиопскую) расу отличает от восточноафриканского типа негрской расы поперечная уплощённость лица, форма носа во всех измерениях и альвеолярный прогнатизм. К числу общих признаков относятся:
- коричневый с красноватым оттенком цвет кожи: он лишь немного светлее цвета кожи негрских народов тропического леса
- вьющиеся волосы, иногда почти курчавые, хотя никогда не достигающие характерной для негров степени курчавости
- довольно полные губы, но не столь вздутые, как у представителей негроидной расы[5].

Граница между восточноафриканской расой и восточноафриканским типом негрской расы размытая и не может быть чётко проведена ни географически, ни даже популяционно.

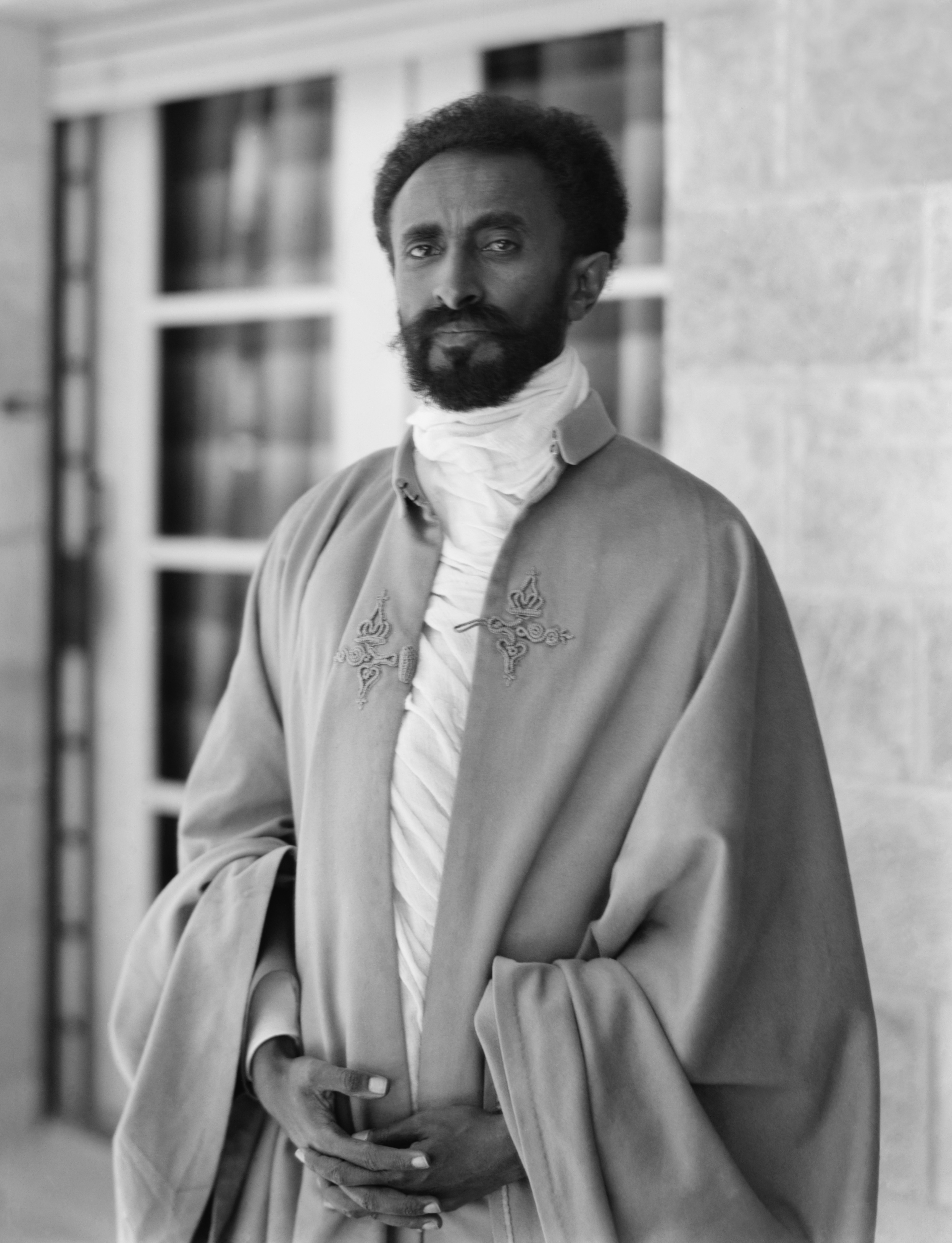
Хайле Селассие I — последний император Эфиопии.
- Военнослужащая 34-й пехотной дивизии сержант Цегереда Шиферау.
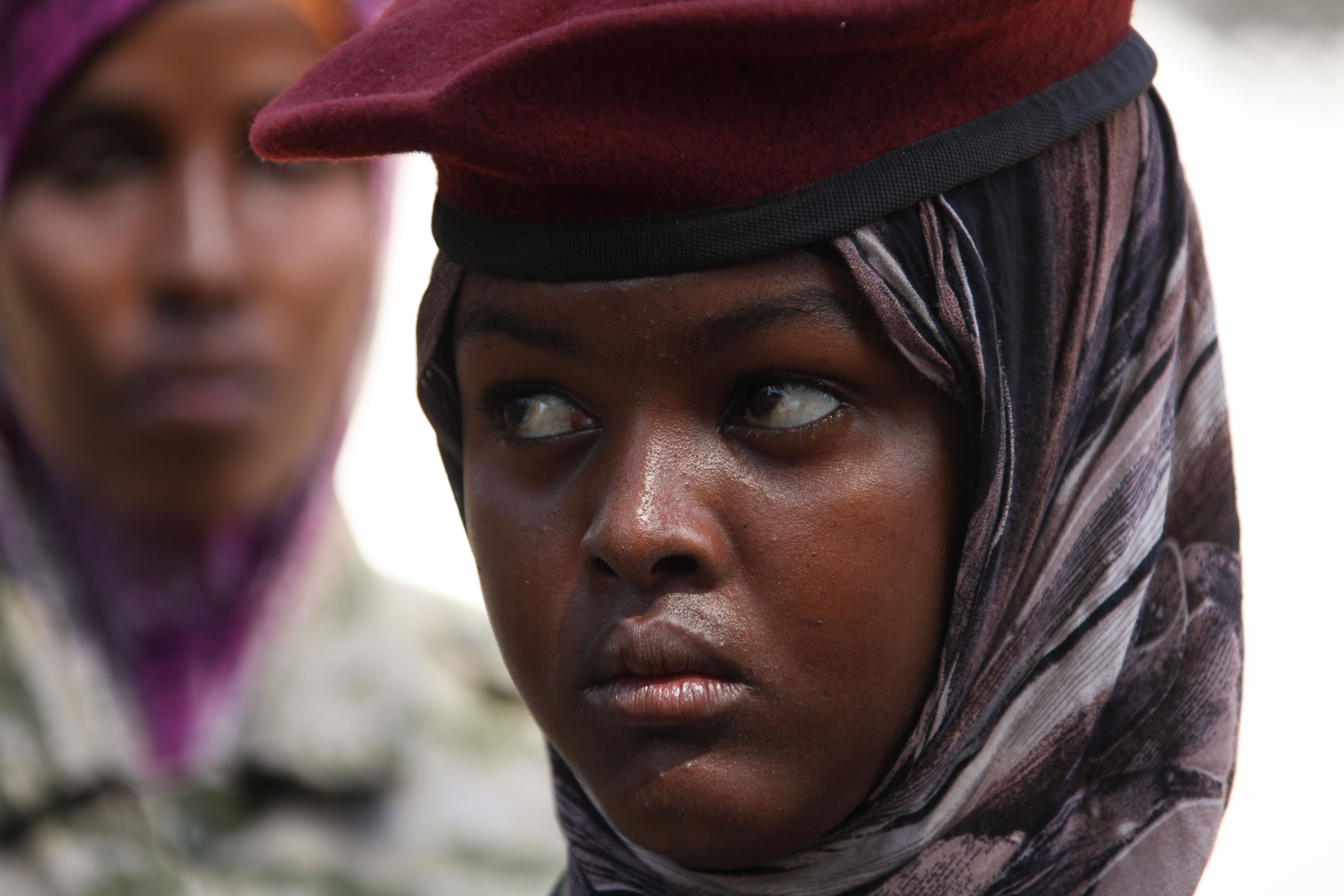
Военнослужащая Сомалийской национальной армии.

## Происхождение
О происхождении эфиопской расы нет единого мнения. По одной из версий, она является результатом смешения европеоидной и негроидной рас, по другим — является родоначальницей и негроидной, и европеоидной рас или формой негроидной расы, развившей конвергентное сходство с европеоидной. Палеоантропологические исследования указывают на то, что эфиопская раса сформировалась в раннем неолите на территории Восточной Африки. Скорее всего, антропологические особенности негроидных типов Восточной Африки формировались под влиянием первоначальных форм эфиопской расы.